# Sommer-Paralympics 2008/Powerlifting
Bei den Sommer-Paralympics 2008 in Peking wurden in insgesamt 60 Wettbewerben im Bankdrücken (auch: Powerlifting oder Gewichtziehen) Medaillen vergeben. Die Entscheidungen fielen zwischen dem 9. September und dem 16. September 2008 in der Universität für Luft- und Raumfahrt Peking, wo auch die olympischen Wettkämpfe stattfanden.

## Klassen
Es durften alle Athleten mit einem Minimum an Behinderung teilnehmen, diese wurden in Gewichts-, nicht in Behinderungsklassen unterteilt.

## Ergebnisse
Es nahmen insgesamt 200 Athleten, davon 120 männliche und 80 weibliche, an den paralympischen Powerliftingwettkämpfen teil.

### Männer

#### Klasse bis 48 kg
| Platz | Land           | Sportler                 | Gewicht (kg) |
| ----- | -------------- | ------------------------ | ------------ |
| 1     | Nigeria        | Ruel Ishaku              | 167,5 (WR)   |
| 2     | Jordanien      | Omar Qarada              | 162,5        |
| 3     | Laos           | Eay Simay                | 157,5        |
| 4     | Indien         | Farman Basha             | 155,0        |
| 5     | Thailand       | Choochat Sukjarern       | 155,0        |
| 6     | Polen          | Rafal Roch               | 150,0        |
| 7     | Elfenbeinküste | Alidou Diamoutene        | 142,5        |
| 8     | Sri Lanka      | Sandun Batapola Mudalige | 135,0        |

Datum: 11. September 2001, 13:45 Uhr

#### Klasse bis 52 kg
| Platz | Land                | Sportler           | Gewicht (kg) |
| ----- | ------------------- | ------------------ | ------------ |
| 1     | Volksrepublik China | Wu Guojing         | 175,0        |
| 2     | Ägypten             | Osama Elserngawy   | 167,5        |
| 3     | Thailand            | Narong Kasanun     | 167,5        |
| 4     | Irak                | Hussein Juboori    | 165,0        |
| 5     | Russland            | Ildar Bedderdinow  | 157,5        |
| 6     | Polen               | Slawomir Szymanski | 150,0        |
| 7     | Syrien              | Yahya Abou Mughdeb | 137,5        |
| 8     | Malaysia            | Kon Fatt Cheok     | 137,5        |

Datum: 10. September 2008, 17:15 Uhr

#### Klasse bis 56 kg
| Platz | Land                   | Sportler                  | Gewicht (kg) |
| ----- | ---------------------- | ------------------------- | ------------ |
| 1     | Ägypten                | Sherif Othman             | 202,5 (WR)   |
| 2     | Irak                   | Rasool Mohsin             | 185,0        |
| 3     | Südkorea               | Keum-Jong Jum             | 180,0        |
| 4     | Thailand               | Thongsa Marasri           | 180,0        |
| 5     | Volksrepublik China    | Wang Jian                 | 180,0        |
| 6     | Vereinigtes Königreich | Jason Irving              | 177,5        |
| 7     | Iran                   | Gholamhossein Chaltoukkar | 172,5        |
| 8     | Kenia                  | Samson Okutto             | 165,0        |

Datum: 11. September 2008, 13:45 Uhr

#### Klasse bis 60 kg
| Platz | Land       | Sportler             | Gewicht (kg) |
| ----- | ---------- | -------------------- | ------------ |
| 1     | Iran       | Hamzeh Mohammadi     | 202,5 (PR)   |
| 2     | Russland   | Ayrat Zakijew        | 200,0        |
| 3     | Ägypten    | Shaban Yehia Ibrahim | 195,0        |
| 4     | Polen      | Mariusz Tomczyk      | 170,0        |
| 5     | Indien     | Rajinder Singh       | 170,0        |
| 6     | Kolumbien  | Jainer Cantillo      | 160,0        |
| 7     | Thailand   | Prasit Thongdee      | 160,0        |
| 8     | Indonesien | Billy Zeth Makal     | 157,5        |

Datum: 11. September 2008, 17:15 Uhr

#### Klasse bis 138,5 kg
| Platz | Land                | Sportler               | Gewicht (kg) |
| ----- | ------------------- | ---------------------- | ------------ |
| 1     | Ägypten             | Metwaly Ibrahim Mathna | 217,5 (PR)   |
| 2     | Iran                | Ali Hosseini           | 215,0        |
| 3     | Volksrepublik China | Wu Maoshun             | 200,0        |
| 4     | Russland            | Sergej Sychew          | 190,0        |
| 5     | Griechenland        | Gkremislav Moysiadis   | 187,5        |
| 6     | Marokko             | Abderrahim El Ammari   | 182,5        |
| 7     | Kuba                | Luis Perea             | 180,0        |
| 8     | Malaysia            | Mariappan Perumal      | 180,0        |

Datum: 13. September 2008, 13:45 Uhr

#### Klasse bis 75 kg
| Platz | Land                | Sportler              | Gewicht (kg) |
| ----- | ------------------- | --------------------- | ------------ |
| 1     | Volksrepublik China | Liu Lei               | 225,0        |
| 2     | Iran                | Majid Farzin          | 212,5        |
| 3     | Jordanien           | Mu'taz Aljuneidi      | 210,0        |
| 4     | Ägypten             | Mohamed Sobhy Elelfat | 205,0        |
| 5     | Mexiko              | Porfirio Arredondo    | 197,5        |
| 6     | Saudi-Arabien       | Hussein Alnoweser     | 195,0        |
| 7     | Griechenland        | Nikolaos Gkountanis   | 190,0        |
| 8     | Japan               | Hideki Odo            | 187,5        |

Datum: 14. September 2008, 17:15 Uhr

#### Klasse bis 82,5 kg
| Platz | Land                | Sportler               | Gewicht (kg) |
| ----- | ------------------- | ---------------------- | ------------ |
| 1     | Volksrepublik China | Zhang Haidong          | 230,0        |
| 2     | Griechenland        | Pavlos Mamalos         | 225,0        |
| 3     | Irak                | Thaer Al-Ali           | 222,5        |
| 4     | Ägypten             | Hany Mohsen Abd Elhady | 220,0        |
| 5     | Russland            | Wadim Rakitin          | 200,0        |
| 6     | Syrien              | Ammar Shekh Ahmad      | 192,5        |
| 7     | Turkmenistan        | Ovezgeldi Orjijew      | 190,0        |
| 8     | Finnland            | Janne Piipponen        | 172,5        |

Datum: 15. September 2008, 13:45 Uhr

#### Klasse bis 90 kg
| Platz | Land                         | Sportler                | Gewicht (kg) |
| ----- | ---------------------------- | ----------------------- | ------------ |
| 1     | Volksrepublik China          | Cai Huichao             | 235,0        |
| 2     | Vereinigte Arabische Emirate | Mohammed Khamiss Khalaf | 227,5        |
| 3     | Polen                        | Ryszard Rogala          | 215,0        |
| 4     | Mexiko                       | Jesus Castillo          | 200,0        |
| 5     | Aserbaidschan                | Elshan Husejnow         | 190,0        |
| 6     | Frankreich                   | Charly Castel           | 190,0        |
| 7     | Venezuela                    | Jose Chirinos           | 175,0        |
| 8     | Georgien                     | Iago Gorgodze           | 140,0        |

Datum: 15. September 2008, 17:15 Uhr

#### Klasse bis 100 kg
| Platz | Land                | Sportler                | Gewicht (kg) |
| ----- | ------------------- | ----------------------- | ------------ |
| 1     | Volksrepublik China | Qi Dong                 | 247,5 (WR)   |
| 2     | Nigeria             | Obioma Daleth Aligekwe  | 245,0        |
| 3     | Iran                | Ali Sadeghzadeh Salmani | 230,0        |
| 4     | Ägypten             | Abd Elmonem Salah Farag | 222,5        |
| 5     | Polen               | Damian Kulig            | 222,5        |
| 6     | Griechenland        | Dimitrios Anatolitis    | 215,0        |
| 7     | Ungarn              | Sandor Sas              | 195,0        |
| 8     | Aserbaidschan       | Mehman Ramazanzade      | 190,0        |

Datum: 16. September 2008, 13:45 Uhr

#### Klasse über 100 kg
| Platz | Land                | Sportler             | Gewicht (kg) |
| ----- | ------------------- | -------------------- | ------------ |
| 1     | Iran                | Kazem Rajabi Golojeh | 265,0 (WR)   |
| 2     | Australien          | Darren Gardiner      | 230,0        |
| 3     | Volksrepublik China | Li Bing              | 225,0        |
| 4     | Chinesisch Taipeh   | Kuo-Tai Huang        | 225,0        |
| 5     | Deutschland         | Mario Hochberg       | 210,0        |
| 6     | Russland            | Nikolaj Marfin       | 207,5        |
| 7     | Aserbaidschan       | Maharram Alijew      | 205,0        |
|       | Ungarn              | Csaba Szavai         | ---          |

Datum: 16. September 2008, 17:15 Uhr

### Frauen

#### Klasse bis 40 kg
| Platz | Land                | Sportler         | Gewicht (kg) |
| ----- | ------------------- | ---------------- | ------------ |
| 1     | Ukraine             | Lidija Solowjowa | 105,5 (WR)   |
| 2     | Volksrepublik China | Cui Zhe          | 95,0         |
| 3     | Mexiko              | Laura Cerero     | 92,5         |
| 4     | Türkei              | Nazmiye Muslu    | 90,0         |
| 5     | Ecuador             | Nancy Martinez   | 80,0         |
| 6     | Marokko             | Malika Matar     | 77,5         |
| 7     | Polen               | Emilia Lipowska  | 70,0         |
| 8     | Hongkong            | Yim Hung Lam     | 62,5         |

Datum: 9. September 2008, 16:30 Uhr

#### Klasse bis 44 kg
| Platz | Land                | Sportler            | Gewicht (kg) |
| ----- | ------------------- | ------------------- | ------------ |
| 1     | Volksrepublik China | Xiao Cuijuan        | 100,0        |
| 2     | Polen               | Justyna Kozdryk     | 92,5         |
| 3     | Ägypten             | Zeinab Sayed Oteify | 92,5         |
| 4     | Ukraine             | Rayisa Toporkowa    | 85,0         |
| 5     | Brasilien           | Maria Oliveira      | 82,5         |
| 6     | Thailand            | Phikul Chareonying  | 75,0         |
|       | Venezuela           | Nairobys Hernandez  | ---          |
|       | Haiti               | Nephtalie Jn Louis  | DNS          |

Datum: 9. September 2008, 17:15 Uhr

#### Klasse bis 48 kg
| Platz | Land                   | Sportler              | Gewicht (kg) |
| ----- | ---------------------- | --------------------- | ------------ |
| 1     | Nigeria                | Lucy Ogechukwu Ejike  | 130,0 (WR)   |
| 2     | Russland               | Olesja Lafina         | 115,0        |
| 3     | Frankreich             | Souhad Ghazouani      | 112,5        |
| 4     | Vietnam                | Hoang Tuyet Loan Chau | 100,0        |
| 5     | Volksrepublik China    | Shi Shanshan          | 97,5         |
| 6     | Vereinigtes Königreich | Natalie Blake         | 97,5         |
| 7     | Spanien                | Loida Zabala          | 80,0         |
|       | Armenien               | Greta Khndzrtsyan     | ---          |

Datum: 10. September 2008, 13:00 Uhr
Bereits im ersten Versuch hob Lucy Ogechukwu Ejike mit 125 kg Weltrekord, den sie im zweiten Versuch mit 130 kg noch einmal verbesserte. Erst im dritten Versuch scheiterte sie an 137,5 kg, womit sie sogar mehr als die Weltrekordhalterin der 52 kg-Klasse gehoben hätte.

#### Klasse bis 52 kg
| Platz | Land      | Sportler          | Gewicht (kg) |
| ----- | --------- | ----------------- | ------------ |
| 1     | Mexiko    | Amalia Perez      | 128,0 (PR)   |
| 2     | Russland  | Tamara Podpalnaja | 125,0        |
| 3     | Thailand  | Samkhoun Anon     | 95,0         |
| 4     | Vietnam   | Thi Nga Dinh      | 92,5         |
| 5     | Ukraine   | Olena Woitko      | 87,5         |
| 6     | Syrien    | Natali Elias      | 87,5         |
| 7     | Jordanien | Fatama Allawi     | 80,0         |
| 8     | Südafrika | Moeki Grobbelaar  | 80,0         |

Datum: 10. September 2008, 13:45 Uhr

#### Klasse bis 56 kg
| Platz | Land              | Sportler             | Gewicht (kg) |
| ----- | ----------------- | -------------------- | ------------ |
| 1     | Ägypten           | Fatma Omar Omar      | 141,5 (WR)   |
| 2     | Russland          | Irina Kassanzewa     | 97,5         |
| 3     | Malaysia          | Lee Chan Siow        | 95,0         |
| 4     | Ukraine           | Tetjana Schyrokolawa | 92,5         |
| 5     | Irak              | Dhikra Saleem        | 90,0         |
| 6     | Chinesisch Taipeh | Ya-Hsuan Lin         | 82,5         |
| 7     | Turkmenistan      | Mayagozel Pekijewa   | 82,5         |
| 8     | Slowakei          | Maria Bartosowa      | 70,0         |

Datum: 10. September 2008, 14:30 Uhr

#### Klasse bis 60 kg
| Platz | Land                | Sportler                 | Gewicht (kg) |
| ----- | ------------------- | ------------------------ | ------------ |
| 1     | Volksrepublik China | Bian Jianxin             | 135,0 (WR)   |
| 2     | Ägypten             | Amal Mahmoud Osman       | 117,5        |
| 3     | Nigeria             | Patience Aghimile Igbiti | 110,0        |
| 4     | Marokko             | Khadija Acem             | 110,0        |
| 5     | Thailand            | Arawan Bootpo            | 100,0        |
| 6     | Polen               | Marzena Lazarz           | 82,5         |
| 7     | Südkorea            | Jin-Kyoung Yun           | 72,5         |

Datum: 13. September 2008, 16:30 Uhr

#### Klasse bis 67,5 kg
| Platz | Land                | Sportler                  | Gewicht (kg) |
| ----- | ------------------- | ------------------------- | ------------ |
| 1     | Volksrepublik China | Fu Taoying                | 142,5 (WR)   |
| 2     | Nigeria             | Amoge Victoria Nneji      | 132,5        |
| 3     | Syrien              | Easha Alshikh             | 117,5        |
| 4     | Marokko             | Rania Alaa Eldin Morshedi | 115,0        |
| 5     | Brasilien           | Josilene Ferreira         | 100,0        |
| 6     | Ukraine             | Switlana Hedian           | 95,0         |
| 7     | Griechenland        | Anastasia Kazantzidou     | 87,5         |
| 8     | Moldau              | Larissa Marinencov        | 77,5         |

Datum: 13. September 2008, 17:15 Uhr

#### Klasse bis 75 kg
| Platz | Land                | Sportler               | Gewicht (kg) |
| ----- | ------------------- | ---------------------- | ------------ |
| 1     | Chinesisch Taipeh   | Tzu-Hui Lin            | 137,5        |
| 2     | Ägypten             | Randa Tageldin Mohamed | 135,0        |
| 3     | Volksrepublik China | Zhang Liping           | 132,5        |
| 4     | Mexiko              | Catalina Diaz          | 115,0        |
| 5     | Russland            | Olga Kiselewa          | 100,0        |
| 6     | Turkmenistan        | Walentina Simakowa     | 97,5         |
| 7     | Kasachstan          | Lyazat Salimschanowa   | 80,0         |

Datum: 14. September 2008, 13:00 Uhr

#### Klasse bis 82,5 kg
| Platz | Land                | Sportler                  | Gewicht (kg) |
| ----- | ------------------- | ------------------------- | ------------ |
| 1     | Ägypten             | Heba Said Ahmed           | 155,0 (WR)   |
| 2     | Volksrepublik China | Zuo Jue                   | 137,5        |
| 3     | Mexiko              | Perla Patricia Barcenas   | 130,0        |
| 4     | Nigeria             | Adedeji Kike Ogunbamowo   | 127,5        |
| 5     | Frankreich          | Carine Burgy              | 127,5        |
| 6     | Marokko             | Sharifa Raudzah Syed Akil | 117,5        |
| 7     | Libyen              | Sahar Mostafa El Gnemi    | 95,0         |
|       | Vereinigte Staaten  | Mary Stack                | ---          |

Datum: 14. September 2008, 13:45 Uhr

#### Klasse über 82,5 kg
| Platz | Land                | Sportler               | Gewicht (kg) |
| ----- | ------------------- | ---------------------- | ------------ |
| 1     | Volksrepublik China | Li Ruifang             | 165,0 (PR)   |
| 2     | Nigeria             | Grace Ebere Anozie     | 165,0        |
| 3     | Ägypten             | Nadia Mohamed Ali      | 150,0        |
| 4     | Australien          | Deahnne McIntyre       | 127,5        |
| 5     | Ukraine             | Tetjana Frolowa        | 120,0        |
| 6     | Polen               | Kamilla Rusielewicz    | 115,0        |
| 7     | Rumänien            | Corina Viorica Custura | 95,0         |
|       | Philippinen         | Ads Dumapong           | DNS          |

Datum: 14. September 2008, 14:30 Uhr

## Medaillenspiegel Powerlifting
| Medaillenspiegel Powerlifting | Medaillenspiegel Powerlifting | Medaillenspiegel Powerlifting | Medaillenspiegel Powerlifting | Medaillenspiegel Powerlifting | Medaillenspiegel Powerlifting |
| Platz                         | Land                          | G                             | S                             | B                             | Gesamt                        |
| ----------------------------- | ----------------------------- | ----------------------------- | ----------------------------- | ----------------------------- | ----------------------------- |
| 01                            | Volksrepublik China           | 9                             | 2                             | 3                             | 14                            |
| 02                            | Ägypten                       | 4                             | 3                             | 3                             | 10                            |
| 03                            | Nigeria                       | 2                             | 3                             | 1                             | 6                             |
| 04                            | Iran                          | 2                             | 2                             | 1                             | 5                             |
| 05                            | Mexiko                        | 1                             | –                             | 2                             | 3                             |
| 06                            | Chinesisch Taipeh             | 1                             | –                             | –                             | 1                             |
| 06                            | Ukraine                       | 1                             | –                             | –                             | 1                             |
| 08                            | Russland                      | –                             | 4                             | –                             | 4                             |
| 09                            | Jordanien                     | –                             | 1                             | 1                             | 2                             |
| 10                            | Irak                          | –                             | 1                             | 1                             | 2                             |
| 10                            | Polen                         | –                             | 1                             | 1                             | 2                             |
| 12                            | Australien                    | –                             | 1                             | –                             | 1                             |
| 12                            | Griechenland                  | –                             | 1                             | –                             | 1                             |
| 12                            | Vereinigte Arabische Emirate  | –                             | 1                             | –                             | 1                             |
| 15                            | Thailand                      | –                             | –                             | 2                             | 2                             |
| 16                            | Frankreich                    | –                             | –                             | 1                             | 1                             |
| 16                            | Laos                          | –                             | –                             | 1                             | 1                             |
| 16                            | Malaysia                      | –                             | –                             | 1                             | 1                             |
| 16                            | Südkorea                      | –                             | –                             | 1                             | 1                             |
| 16                            | Syrien                        | –                             | –                             | 1                             | 1                             |